# TVV 73"–77", 78–92
Die TVV 73"–77", 78–92 waren Personenzug-Schlepptender-Dampflokomotiven der Theißbahn (Tiszavideki Vasút, TVV).
Die TVV bestellte ihre 20 Personenzuglokomotiven bei der Kessler in Karlsruhe.
Die Fahrzeuge hatten Innenrahmen und innen liegende Steuerung.
Als die TVV 1880 verstaatlicht wurde, kamen die Lokomotiven zu den Ungarischen Staatsbahnen (MÁV), die ihnen zunächst die Nummern 326–345, im zweiten Schema die Kategorie IId mit der Nummern 1131–1150 zuwies. Ab 1911 wurden die verbliebenen Maschinen 239,001–017.